# Encurralar o mercado
Em finança, encurralar o mercado consiste em adquirir suficiente quantidade de uma ação, mercadoria, ou outro ativo, para conseguir a manipulação do seu preço.